# Masiwang jezik
Masiwang jezik (ISO 639-3: bnf), austronezijski jezik uže ceramske skupine, kojim govori oko 1.000 ljudi (1989 SIL) na otoku Ceram (Seram) u Molucima, Indonezija.
Leksički mu je najbliži bobot [bty], 44%, a jedini je predstavnik istoimene podskupine Masiwang. Salas govornici koriste se njime kao 2. jezikom.

## Vanjske poveznice
- Ethnologue (14th)
- Ethnologue (15th)